# Le origini - Discografia '64/'69
Le origini - Discografia '64/'69 è una raccolta del gruppo musicale italiano Ricchi e Poveri, pubblicata dalla On Sale Music (catalogo 64 OSM 132) il 13 luglio 2020. 

## Descrizione
L'album esce in seguito alla reunion del complesso svoltasi per la prima volta sul palco del Festival di Sanremo 2020, e va ad includere in unico disco i primi tre singoli dei Ricchi e Poveri, incisi tra il 1968 e il 1969, ma anche i 45 giri pubblicati dai quattro componenti del gruppo a cavallo tra il 1964 e il 1966, ossia nel periodo antecedente alla formazione del quartetto avvenuta nel 1967. Infatti, sono presenti tre 45 giri interpretati dai Preistorici, trio canoro nel quale militava Angela Brambati, due 45 giri dei Jets, band di cui facevano parte Franco Gatti e Angelo Sotgiu – il primo come chitarrista, il secondo come sassofonista e corista –, e quattro brani incisi da Marina Occhiena in qualità di solista, pubblicati col solo nome di battesimo.  
Da segnalare tra le venti tracce la presenza di tre cover di successi internazionali tradotte in italiano da Mogol e da Franco Califano, quest'ultimo mentore del quartetto genovese e primo loro produttore che li lancia sul mercato discografico: La casa del sole, riadattamento nostrano di  The House of the Rising Sun cantata, fra gli altri, dagli Animals; L'ultimo amore, versione italiana della canzone Everlasting love di Robert Knight, portata al successo dalla band britannica Love Affair; La mia libertà, che in originale era Gilbert Green dei fratelli Gibb (Bee Gees) interpretata da Gerry Marsden.

## Tracce
N.B. Per ogni brano vengono elencati titolo, autori e durata.
1. Chianu chianu – 2:54 (Ruotolo/Giglio)
2. Fermati sole – 2:52 (Giglio)
3. Ridere così – 3:44 (Giglio)
4. Bimbo – 1:53 (Giglio)
5. Eccomi – 2:32 (Calabrese/Rossi)
6. Piangerò domani – 2:55 (Calabrese/Giglio)
7. La fine del mondo – 2:42 (Giglio)
8. Perché mi lasci – 2:43 (Giglio)
9. Io ti punirò – 2:51 (Giglio)
10. La casa del sole (The House of the Rising Sun) – 3:15 (Mogol/Pallavicini)
11. Insegnami ad amare – 2:56 (Pattacini)
12. Bastian contrario – 2:04 (Pattacini)
13. A poco a poco – 1:53 (Quargnenti)
14. Così come viene – 2:09 (Leoni/Pallavicini)
15. L'ultimo amore (Everlasting Love) – 3:00 (Cason/Gayden/Mogol)
16. Un amore così grande – 3:09 (Califano/Lombardi)
17. La mia libertà (Gilbert Green) – 3:13 (B., R. & M.Gibb/Mogol/Califano)
18. Quello che mi hai dato – 2:39 (Califano/Gatti)
19. Si fa chiara la notte – 2:41 (Bigazzi)
20. Era mercoledì – 2:16 (Califano/Gatti)

Durata totale: 54:21

## Crediti
Vengono indicati interpreti, etichette discografiche, numeri di catalogo e anni di pubblicazione di ogni traccia.

### Interpreti
- I Preistorici (con Angela) – 1964-1966: tracce 1, 2, 3, 4, 5, 6
- I Jets (con Angelo e Franco) – 1964: tracce 7, 8, 9, 10
- Marina:
  - Da solista – 1965-1966: tracce 11, 12, 13, 14
  - Con i Ricchi e Poveri – 1968-1969: tracce 15, 16, 17, 18, 19, 20

### Case discografiche e numeri di catalogo
- ITV, 056 – 1964: tracce 1, 2
- ITV, 057 – 1964: tracce 3, 4
- CAR Juke Box, CRJNP 1015 – 1966: tracce 5, 6
- ITV, 058 – 1964: tracce 7, 8
- ITV, 059 – 1964: tracce 9, 10
- Ricordi, SRL 10-402 – 1965: tracce 11, 12
- Ricordi, S-ERL 217 (da I 4 finalisti del Concorso Voci Nuove) – 1965: traccia 13
- Ricordi, MRL 6050 (da Sanremo '66) – 1966: traccia 14
- CBS, 3417 – 1968: tracce 15, 16
- CBS, 3818 – 1968: tracce 17, 18
- CBS, 4195 – 1969: tracce 19, 20

## Dettagli pubblicazione
| Paese  | Data | Etichetta     | Formato | N° Catalogo | Codice barra  |
| Italia | 2020 | On Sale Music | CD      | 64 OSM 132  | 8051766036675 |